# 豹紋灰蝶
豹紋灰蝶（學名：Rathinda amor）是屬於灰蝶科線灰蝶亞科的一種蝴蝶，是豹紋灰蝶屬（學名：Rathinda）的唯一一種，是一個單型分類。分佈於印度及斯里蘭卡一帶，模式產地為特蘭奎巴。幼蟲的寄主為茜草科、大戟科、桑寄生科、無患子科、桃金孃科、和龍腦香科植物。

## 分佈
斯里蘭卡和印度奧里薩邦、加爾各答、阿薩姆邦和印度南部等地。

## 圖集

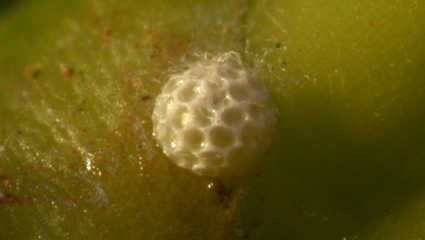
卵
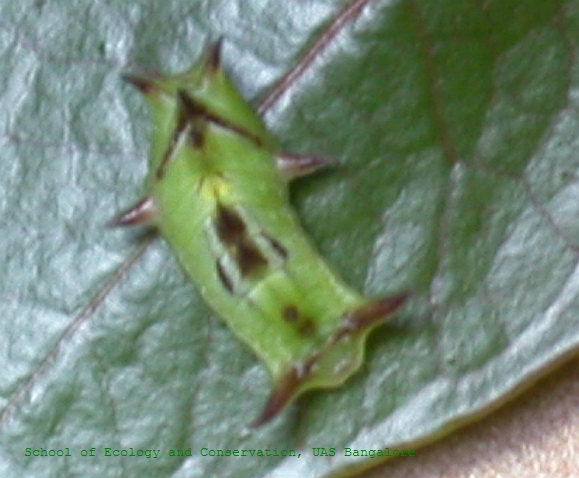
幼蟲
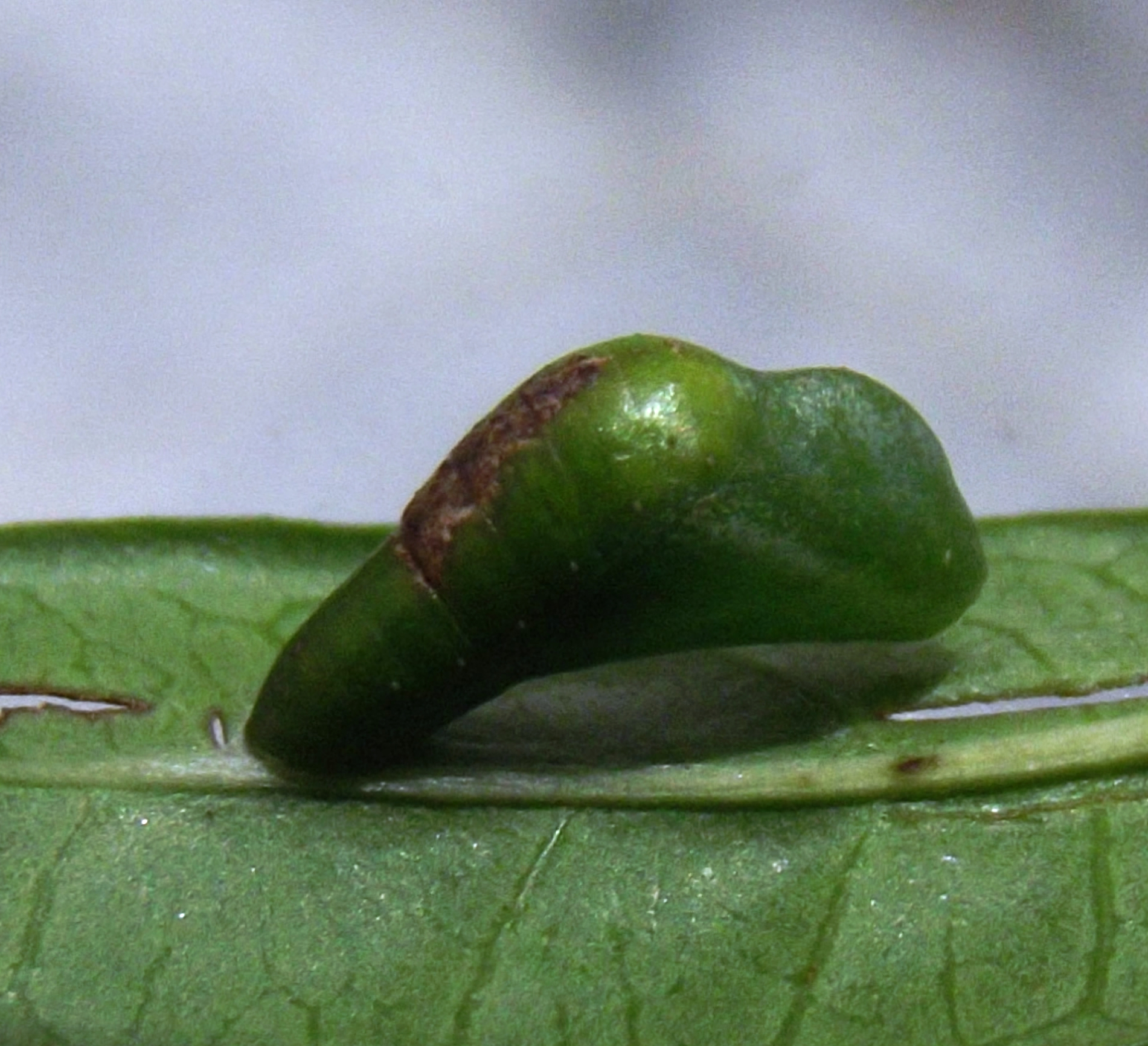
蛹
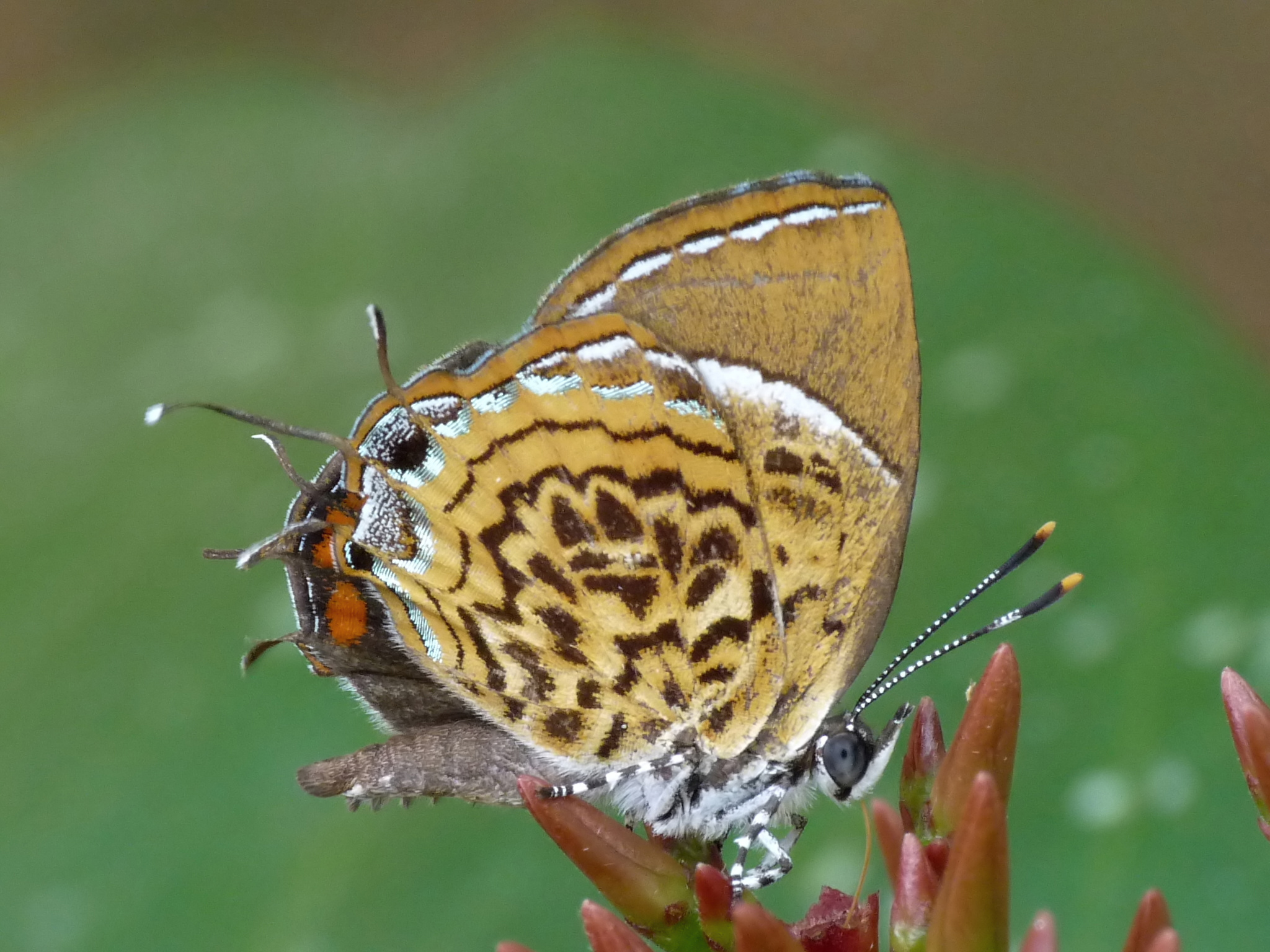
成蟲
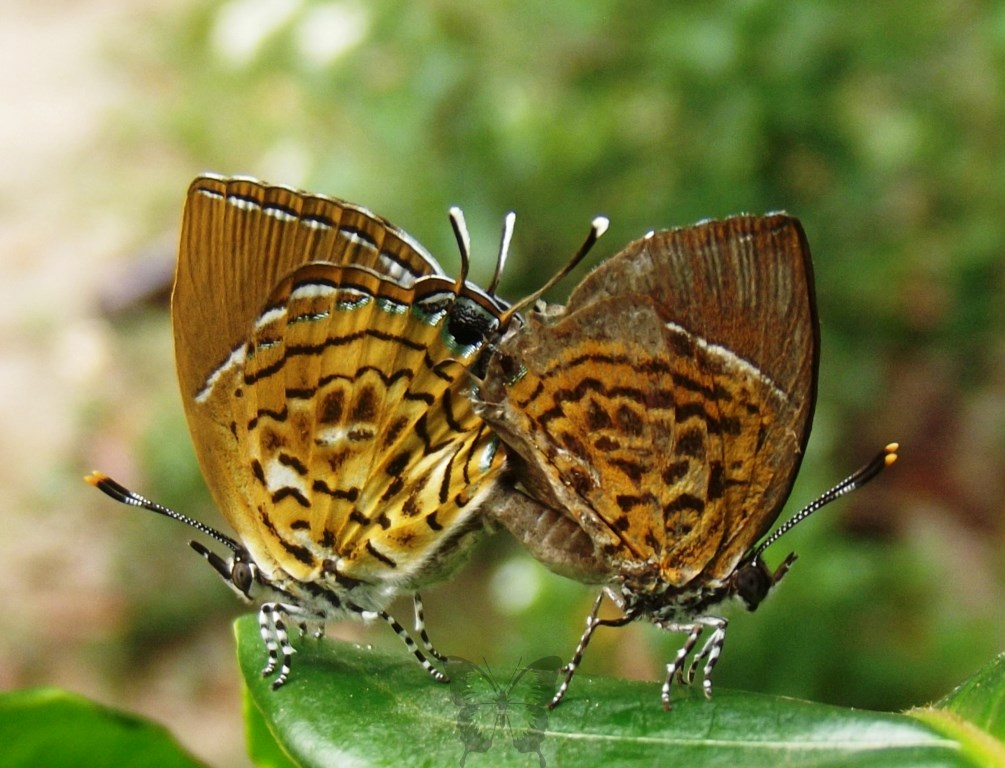
交尾

## 腳註
1. ↑  Brower, Andrew V. Z. 2008. Rathinda amor (Fabricius 1775). the Monkey Puzzle. Version 31 March 2008 (under construction). http://tolweb.org/Rathinda_amor/112391/2008.03.31 （页面存档备份，存于） in The Tree of Life Web Project, http://tolweb.org/ （页面存档备份，存于） （英文）
2. ↑  Fabricius, 1775; Systema Entomologiae, sistens Insectorum Classes, Ordines, Genera, Species, Adiectis Synonymis, Locis, Descriptionibus, Observationibus Syst. Ent.: 518
3. ↑  Wynter-Blyth, 1957. Butterflies of the Indian Region (1982 Reprint), 349

## 外部連結
- 维基共享资源上的相關多媒體資源：豹紋灰蝶
- 維基物種上的相關：豹紋灰蝶
- Rathinda amor （页面存档备份，存于） - funet.fi
- Rathinda amor - Catalogue of Life （英文）